# Аукціон (фільм)
«Аукціон» — радянський художній фільм 1983 року режисера Валерія Курикіна, знятий на кіностудії «Мосфільм».

## Сюжет
1980 рік, «Зовнішторг» влаштовує на конезаводі «Прогрес» для іноземців аукціон коней, на який приїжджає великий німецький шанувальник коней барон фон Ріттер. Барон цікавиться Секундою — нащадком кобили на прізвисько Грабе — яку колись взяли як репарацію після війни. Але директор конезаводу Єрмаков, який був на той час конюхом, знає, що під ім'ям Грабе була його Надія — у 1942 році німці забрали чистопородних племінних коней, у тому числі її — прямого продовжувача роду легендарного коня Атланта, коня російського імператора. Надію вдалося повернути у 1945 році, але за документами вона була безпородною Грабе — хтось підмінив племінне свідоцтво. Єрмаков, лаючись з представниками «Зовнішторгу», не хоче продавати коней, яких без підтверджуючих родовід документів іноземці скуповують за смішні гроші. Він здогадується, що барон фон Ріттер не випадково цікавиться Секундою, мабуть, у нього є справжнє племінне свідоцтво Надії … але звідки воно у нього, і хто ж такий респектабельний бізнесмен фон Ріттер? Ріттер, опинившись на стайні, допомагає Єрмакову прийняти складні пологи у однієї з кобил, після чого вони починають довіряти один одному — і відбувається відверта розмова про події 1942 року. Ріттер пропонує угоду, але Єрмаков навідріз відмовляється. Тоді — у 1942-му він не зміг врятувати Надію, у 1945-му не зміг повернути їй ім'я, а тепер його змушують продати її онуку Секунду. На аукціоні іноземці скуповують коней за 5-8 тисяч доларів, і тут Єрмаков йде на ризик і блеф — виставляє на аукціон Секунду, за 100 тисяч доларів, оголошуючи, що це онука Надії, правнучка Атланта, що підтверджується трофейними документами з печаткою барона. Ріттер змушений вступити в торг — тим самим визнаючи, що Грабе — це була Надія: ціна злітає до 3 мільйонів доларів і коня знімають з торгів.

## У ролях
- Микола Пеньков — Андрій Васильович Єрмаков
- Лаймонас Норейка — барон Фрідріх фон Ріттер
- Світлана Суховєй — Настя, дочка Єрмакова
- Лев Пригунов — Юрій Степанович Логунов
- Володимир Дружников — Сергій Петрович Травников, співробітник «Зовнішторгу»
- Юрій Саранцев — Чеканцев, чиновник
- Леонід Звєринцев — Аллердінг, німецький офіцер
- Леонід Харитонов — Єгорович, конюх
- Федір Одиноков — Митрофанович, коваль
- Василь Кульков — Єрмаков в юності
- Арсеній Лобанов — ведучий аукціону (роль-камео)
- Володимир Уан-Зо-Лі — учасник аукціону
- Володимир Климов — учасник аукціону
- Арнолд Алтмяе — епізод
- Лідія Думцева — епізод
- Тетяна Сидоренко — епізод

## Знімальна група
- Режисер — Валерій Курикін
- Сценарист — Микола Тимченко
- Оператор — Володимир Климов
- Композитор — Борис Ричков
- Художник — Микола Саушин